# أذن الأسد الغوتزاية
أذن الأسد الغوتزاية (الاسم العلمي:Leonotis goetzei) هو نوع من النباتات يتبع جنس أذن الأسد من الفصيلة الشفوية.